# Isoglossa melleri
Isoglossa melleri är en akantusväxtart som beskrevs av John Gilbert Baker. Isoglossa melleri ingår i släktet Isoglossa och familjen akantusväxter. Inga underarter finns listade i Catalogue of Life.